# Вангеліс
Ванге́ліс (англ. Vangelis), справжнє ім'я Ева́нгеліс Одіссе́ас Папатанасі́у (грец. Ευάγγελος Οδυσσέας Παπαθανασίου, 29 березня 1943, Агрія, Греція — 17 травня 2022, Париж) — грецький композитор і аранжувальник електронної музики, піаніст, віолончеліст, флейтист, гітарист, ударник, автор текстів, продюсер.
Впродовж 1970-х написав музику для серії документальних фільмів про диких тварин, таких як «Апокаліпсис тварин», La Fête sauvage та Opéra sauvage.

## Біографія
Вперше перед публікою Евангеліс з'явився ще у 6-річному віці, коли грав на фортепіано. На початку 1960-х опинився в афінській поп-формації «Formynx», яку з часом перейменували на «Aphrodite's Child». Разом з Евангелісом до складу гурту також увійшли: вокаліст Деміс Русос та перкусист Лукас Сідерас. Наприкінці десятиріччя (під час перевороту в Греції «чорних полковників») музиканти перебралися до Парижа, де записали кілька альбомів і відзначилися міжнародним хітом «Rain & Tears».
У 1971 почав видавати сольні платівки під псевдонімом «Вангеліс», a в 1972 вийшов із складу «Aphrodite's Child». Імпульсом для запису дебютного лонгплею «Fais que ton reve soit plus long que la nuit (Symphonie populaire)» були події травня 1968 в Парижі. Альбом був звуковим оповіданням про хід подій під час студентського заколоту. На ньому можна було почути: звуковий колаж від барикад, які зводять, шум вуличних сутичок, поліцейські сирени та пісні маніфестантів.
У наступних роботах — альбомах «Hypothesis» та «The Dragon» — Вангеліс запропонував запрограмовані інструментальні композиції, витримані у формі варіацій з помітним впливом джазу. Подібний характер мав репертуар кількох наступних альбомів. Два з них — «L'Apocalypse des animaux» (1973) та «La fete sauvage» (1976) — були звуковими ілюстраціями до документальних фільмів Фредеріка Россіфа, a «Can You Hear The Dogs Barking? (Ignacio)» (1973) до художньої стрічки Франсуа Рехенбаха «No oyes lardar a Ios perros?». Ще 1974 року Вангеліс сховався від світу у своїй новоствореній лондонській студії «Немо» і майже відмовився від допомоги інших музикантів (тільки іноді на короткі студійні сесії запрошувались додаткові інструменталісти).
У Великій Британії популярність Вангелісові приніс альбом «Heaven & Hell» (1975), у якому твір «So Long Ago So Clear» прозвучав у виконанні Джона Андерсона. Ще більшим успіхом користувався записаний наступного року концептуальний лонгплей «Albedo 0.39», композиції якого були підкріплені архівними записами розмов американських астронавтів, що летіли на Місяць. З цього альбому походить, наприклад, хіт-твір Pulsar.
Повернувшись 1978 до Греції, Вангеліс розпочав співпрацю з грецькою акторкою і співачкою Ірині Паппа, з якою виконував старогрецьку та візантійську музику. 1980 року Вангеліс створив разом з Джоном Андерсоном вокально-інструментальний супердует. Результатом такої співпраці стали хіт-сингли «І Hear You Now» та «III Find My Way Home», а також альбоми-бестселери «Short Stories», «The Friends Of Mr.Cairo», «Private Collection» та «Page Of Life».
Надалі Вангеліс отримував багато пропозицій писати музику до фільмів, але погоджувався лише тоді, коли сценарій збуджував його уяву. В 1979 році з'явився альбом Opéra sauvage (укр. Дика опера), який був музикою до фільму режисера Россіфа. Саудтрек став третьою співпрацею Вангеліса з цим режисером. Повними шляхетності композиціями до фільму «Вогняні колісниці» (1981, режисер Г'ю Гадсон) Вангеліс прославив зусилля та боротьбу спортсменів. За цю роботу він отримав найбільшу у своїй кар'єрі нагороду — «Оскар», а заголовний твір Chariots of Fire став міжнародним хітом і багато разів виконувався різними виконавцями. Серед кіноробіт Вангеліса варто також відзначити музику до фільмів «Антарктика» Курагари Корейосі (альбом «Antarctica»), «Той, хто біжить по лезу» Рідлі Скота, «Зниклий безвісти» Коста-Гавраса, «Заколот на Баунті» Роджера Дональдсона, «Франциск» Ліліани Кавані, «1492: Завоювання раю» Рідлі Скота, «Олександр» Олівера Стоуна та документального науково-популярного серіалу «Космос: персональна подорож» Карла Сагана.
У 1988 році музикант записав для фірми «Arista» лонгплей «Direct», що став першим із серії імпровізованих студійних сесій, у яких Вангеліс виступав як композитор, аранжувальник та виконавець. Через два роки він повернувся з альбомом «The City», a 1995 року запропонував альбом «Voices», записаний за участю Пола Янга, Кароліни Ловел та Афінського симфонічного оркестру. 1996 року на музичному ринку з'явилась компіляція «Portrait (So Long Ago, So Clear)» та альбом «Oceanic».
Помер 17 травня 2022 року у Парижі в 79-річному віці від ускладнень, викликаних коронавірусним захворюванням COVID-19.

## Дискографія
- 1971: Fais queton reve soit plus long que la nuit (Symphonie populaire)
- 1971: Hypothesis
- 1971: The Dragon
- 1973: L'Apocalypse des animaux (soundtrack)
- 1973: Earth
- 1975: Can You Hear The Dogs Barking? (Ignacio) (soundtrack)
- 1975: Heaven & Hell
- 1976: La fete sauvage (soundtrack)
- 1976: Albedo 0.39
- 1977: Spiral
- 1978: Beaubourg
- 1978: The Best Of Vangelis
- 1979: China
- 1979: Opéra sauvage (soundtrack)
- 1979: Odes (разом з Ірині Паппа)
- 1980: See You Later
- 1981: Chariots Of Fire (soundtrack)
- 1981: Opera Sauvage — Cosmos
- 1982: To The Unknown Man Vol. 1 & 2
- 1982: Blade Runner (soundtrack)
- 1983: Antarctica
- 1984: Soil Festivities
- 1984: Reflection (разом з Демісом Руссосом)
- 1984: Magic Moments
- 1985: Mask
- 1985: Invisible Connections
- 1986: Rapsodies (разом з Ірен Папанс)
- 1988: Direct
- 1989: Display Pack
- 1989: Theme
- 1990: The City
- 1992: 1492: Conquest of Paradise (саундтреки до фільму «1492: Завоювання раю»)
- 1994: Theme II
- 1995: Voices
- 1996: Portrait (So Long Ago, So Clear)
- 1996: Oceanic
- 1998: El Greco
- 2001: Mythodea: Music for the NASA Mission: 2001 Mars Odyssey
- 2007: Blade Runner Trilogy: 25th Anniversary (3 CD)
- 2016: Rosetta
- 2018: The Stephen Hawking Tribute (сінгл)

### Jon & Vangelis
- 1980: Short Stories
- 1981: The Friends Of Mr.Cairo
- 1983: Private Collection
- 1984: The Best Of Jon & Vangelis
- 1991: Page of Life
- 1994: Chronicles